# Chantal Goya
Chantal Goya (geboren als Chantal Degeurre op 10 juni 1942 te Saigon, Frans Indo-China) is een Franse actrice en zangeres.
Goya begon haar carrière halverwege de jaren 60 als danseres en zangeres in meidengroepen, en maakte in 1966 haar eerste film onder leiding van de regisseur Jean-Luc Godard, Masculin, Feminin. Deze film doorbrak een aantal taboes en werd verboden voor kijkers jonger dan 18 jaar.
Vanaf 1975 werd ze echter vooral bekend als zangeres van kinderliedjes tijdens bekende kinderprogramma's, waarin ze vaak optrad acteurs die in een enorm kostuum zaten, verkleed als tekenfilmfiguur. Deze showelementen zette ze samen met haar man Jean-Jaques Debout en hun eigen team zelf neer. Terugkerende thema's waren vooral dromen en op reis gaan.
Met het acteerwerk voor film en televisie ging ze het in de jaren 80 rustiger aan doen, ze hield zich toen vooral nog bezig met muziek. In 2001 kwam ze nog een keer terug in een Franse remake van de populaire Britse serie Absolutely Fabulous. Ze speelde daarin zichzelf, een zangeres die enigszins uit de schijnwerpers was geraakt, als equivalent van de Schotse zangeres Lulu uit de originele versie. Aan het einde van de film zong zij een bijzondere versie haar grootste hit, Bécassine.

## Films
- Masculin, féminin (1966)
- Wenn Ludwig ins Manöver zieht (1967)
- L'échelle blanche (1969)
- Tout peut arriver (1969)
- L'amour c'est gai, l'amour c'est triste (1971)
- Les Gaspards (1974)
- Trop c'est trop (1975)
- Absolument fabuleux (2001)

## Discografie
- Allons chanter avec Mickey (1977)
- La Poupée (1978)
- Bécassine (1979)
- C'est Guignol (1980)
- Comme Tintin (1981)
- La Planète Merveilleuse (1982)
- Babar (1983)
- Le Mystérieux Voyage (1984)
- Félix le Chat (1985)
- Bravo Popeye (1986)
- Le monde tourne à l'envers (1987)
- Isabelle, c'est la fille de Babar (1988)
- L'Étrange histoire du château hanté (1989)
- Rythme et couleur (1990)
- Mes personnages enchantés (1993)
- Le Soulier qui vole 95 (1995)
- Le Grenier aux trésors (1997)
- Absolument Goya (2002)
- Snoopy/Pandi Panda (2013)